# Голям глад в Европа (1315 – 1317)
Големият глад (срещано също като Велик глад) в Европа от 1315 – 1317 г. е първото от цяла серия пълномащабни човешки бедствия през Средновековието. Последван е от епидемията от чума, позната като Черната смърт.
Според различни оценки този мащабен глад води до милиони смъртни случаи (представлявяши от 10 до 25 % от градското население на Европа през онези години), настъпва краят на периода на растеж и разцвет през XI – XIII век.
Засяга цяла Северна Европа - Скандинавия, Великобритания, Ирландия, Франция, Нидерландия, Германия. Алпите и Пиренеите предотвратяват разпространението на юг – съответно в Италия и Испания, а на изток областта граничи с днешните украински земи. Приема се, че Балканите, Византийската империя и днешните руски земи по онова време избягват Големия глад.
Като причина за бедствието днес се приемат ненормално високото ниво на валежи почти навсякъде в Европа по онова време – от Ирландия до Полша, Беларус и Литва. Неблагоприятните метеорологични условия през пролетта на 1315 г. водят след себе си до лоши селскостопански реколти и рязко покачване на цените на хранителните продукти, което става причина за остър недостиг на храна. Гладът продължава две години и положението се нормализира едва през 1322 г. По това време хиляди хора умират ежедневно, обществения ред е сринат, а нивото на престъпност неконтролируемо. Много родители изоставят децата си, някои от тях даже ги продават, за да ги спасят от глад. Масово се разпространяват антропофагията, престъпността и болестите.
Големият глад води след себе си още по-страшни масови бедствия, като черната смърт, но някои изследователи отричат взаимовръзката между тях. Антрополозите все още изследват задълбочено сложното взаимодействие между многобройните социални и екологични фактори в Европа през ХІV век, в това число и като последици от постоянните войни, несправедливо разпределение на ресурсите и др.
Във фолклора дори популярната германска приказка за „Хензел и Гретел“ се свързва със събитията от ХІV век в германските земи.